# Kudelski
Kudelski S.A. ist ein börsennotiertes, auf digitale Sicherheitssysteme spezialisiertes Schweizer Unternehmen mit Sitz in Cheseaux-sur-Lausanne.

## Geschichte
Die von Kudelski entwickelten Technologien finden Anwendung vor allem im Bereich der Informationsübertragung, dem Schutz von Inhalten im Digitalfernsehen und der Zutrittskontrolle von Personen oder Fahrzeugen bei  Veranstaltungen, Liegenschaften oder Skipisten.
Von 2001 bis 2024 war das österreichische Unternehmen Skidata im Besitz der Kudelski-Gruppe. Im Juli 2024 wurde über den Verkauf von Skidata an das schwedische Unternehmen Assa Abloy berichtet. Der Verkauf wurde im Juli 2024 abgeschlossen.
Bekannt wurde das Unternehmen für Nagravision – ein Verschlüsselungssystem für Bezahlfernsehen, wie es z. B. von Sky Deutschland verwendet wird. Davor hatte sich die Firma – bzw. ihr Gründer Stefan Kudelski – einen Namen mit den legendären Nagra-Tonbandgeräten gemacht.

## Nagra-Tonbandgerät
Nagra leitet sich von der perfektiven (einen abgeschlossenen Vorgang bezeichnenden) Form des polnischen Verbs „nagrywać“ (aufnehmen) her. Diese Form lautet „nagrać“ und heißt wörtlich so viel wie: (etwas) „aufgenommen haben“.
- 1951: Nagra I – Prototyp, noch mit Miniaturröhren und Federspeicherantrieb, dieses Modell wurde 1952 auf die – gescheiterte – Schweizer Mount-Everest-Expedition unter Raymond Lambert und ab 1953 von Auguste Piccard in seinen Bathyscaph Trieste mitgenommen
- 1953: NAGRA II – erstes Serienmodell
- 1955: NAGRA II CI – (Circuit Imprimé) mit gedruckter Leiterplatte statt Chassisverdrahtung

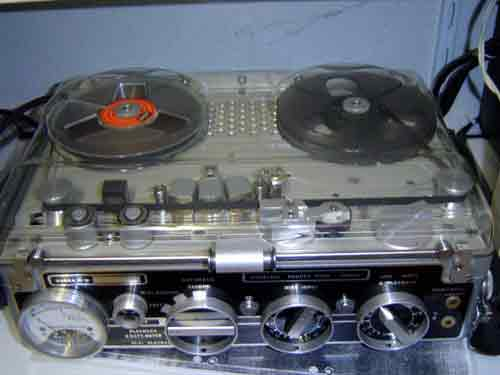
Tonbandgerät Kudelski Nagra Type III

- 1957: Nagra III – transistorisiert (ausgestattet mit Transistoren statt der schwereren, mehr Leistung verbrauchenden und mechanisch empfindlicheren Röhren) und mit Elektromotor und elektronischer Bandgeschwindigkeitskontrolle

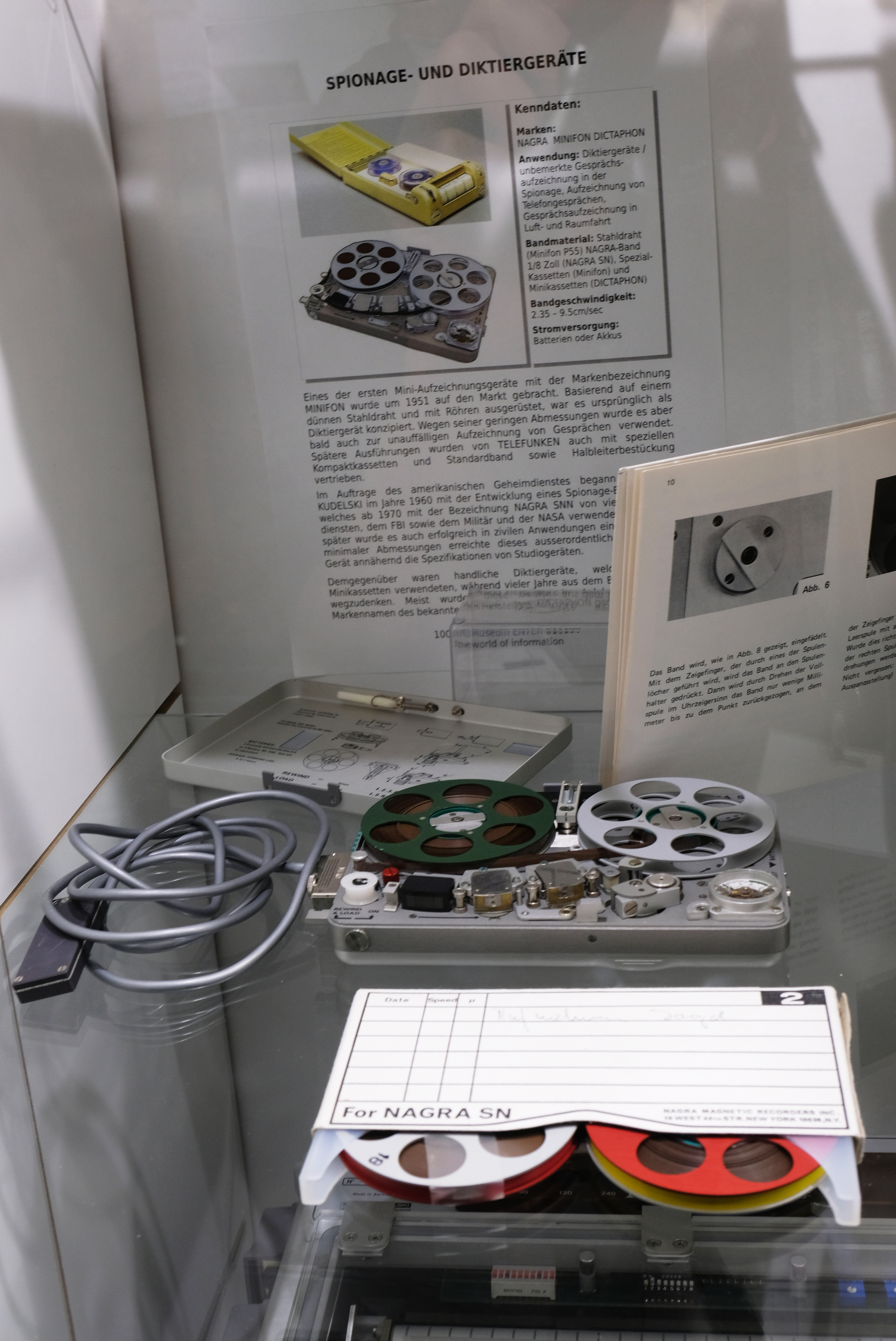
Ein Nagra SN mit Zubehör im Enter Museum

- 1960: Nagra SN – (Série Noire) brieftaschengroßes Miniaturtonbandgerät für 0,15-Zoll-Band (3,81 mm)[6], bis 1971 nur an den US-Geheimdienst[7] geliefert, danach Produktion auch ziviler Versionen, z. B.

Nagra SNN – Mono, Vollspur, Bandgeschwindigkeit 3¾ i. p. s. (9,525 cm/s)
Nagra SNS – Mono, Halbspur, Bandgeschwindigkeit 15/16 i. p. s. (2,38 cm/s) für Polizeiaufgaben, viermal längere Aufnahmezeit pro Spur auf Kosten von Dynamikbereich und Höhenwiedergabe
Nagra SNST – Zweikanalausführung für Geheimdienstanwendungen
Nagra SNST-R – Hi-Fi Stereo
- 1962: Nagra III NP – erstes Nagra für die Filmindustrie
- 1968:

16-spurige Bandmaschine
Nagra IV – mit Silizium-Transistoren
Nagra IV-L – mit Audiolimiter

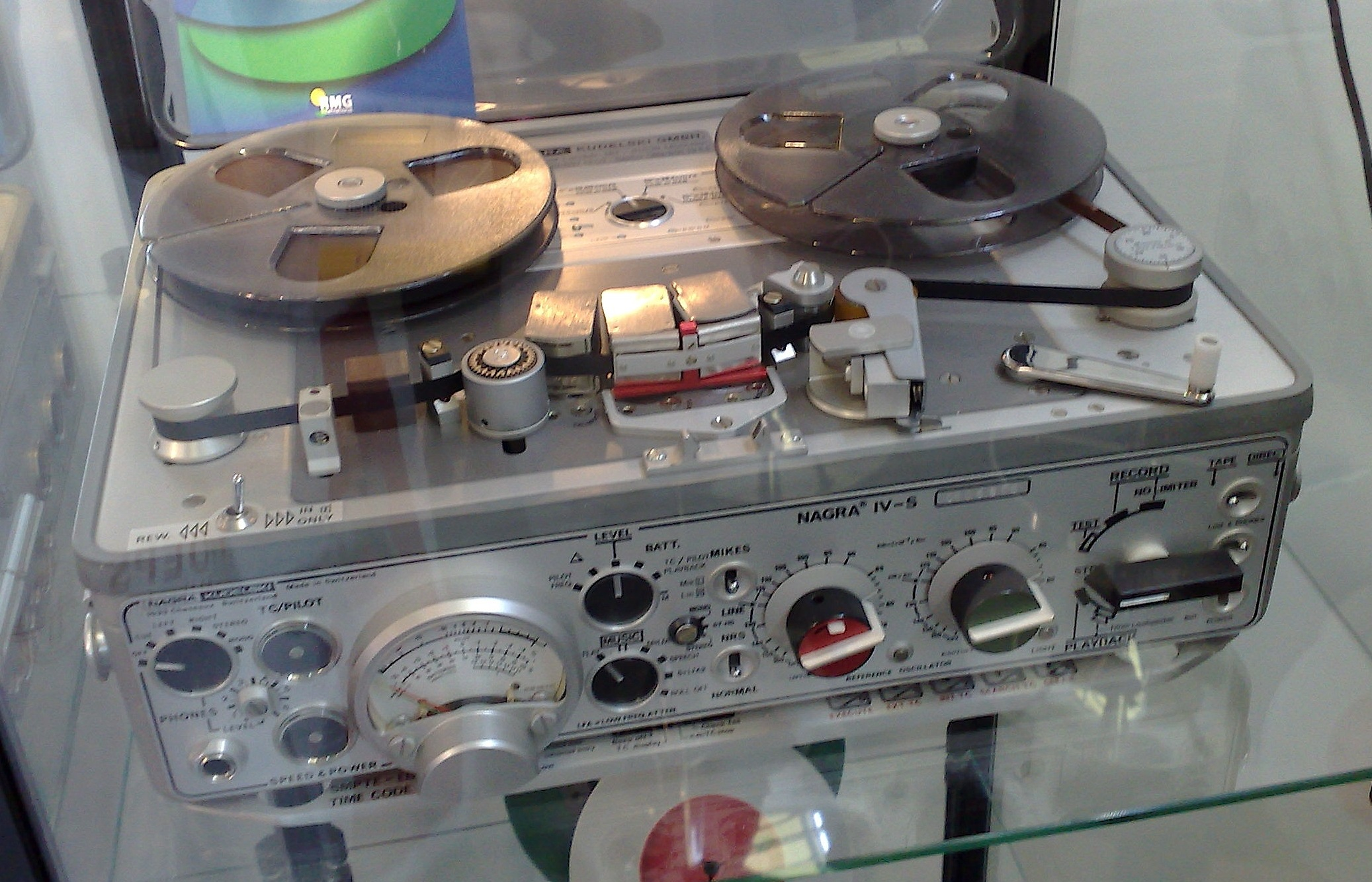
Tonbandgerät Kudelski Nagra Type IV-S mit Timecode

- 1970: Nagra 4.2 – verbessertes Nachfolgemodell der N. IV; bis Anfang des 21. Jhd. gefertigt.
- 1971: Nagra IV-S – (Stereo) für Film- und Musikindustrie mit quarzgesteuertem Pilottonsystem
- 1972:

Nagra 4.2 – Version des IV-S mit Mikrofon-Tonaderspeisung und Equalizer, für die Filmindustrie
Nagra IV-SJ – für Schallmessanwendungen, mit Stufenschaltern statt Potentiometern für präzise Verstärkungseinstellung, kein Audiolimiter
- 1974: Nagra IS – für Reportereinsatz, in den Versionen:

Nagra IS-T – mit zwei Geschwindigkeiten
Nagra IS-L – mit Pilottonsystem
- 1976: Nagra E – (Économique) Low-Budget-Version
- 1978: Nagra TI – transportabler Schallmessrekorder, häufig vom Militär genutzt
- 1984: Nagra IV-STC – mit SMPTE-Timecode, ältere Pilotton-IV-S und -4.2 können nachgerüstet werden
- 1992: Nagra D – 4-Kanal-PCM-Digitalrekorder, verwendet Helical-Scan-Aufzeichnung auf Viertelzollband
- 1995: Nagra ARES-C – tragbarer Stereo-Digitalrekorder

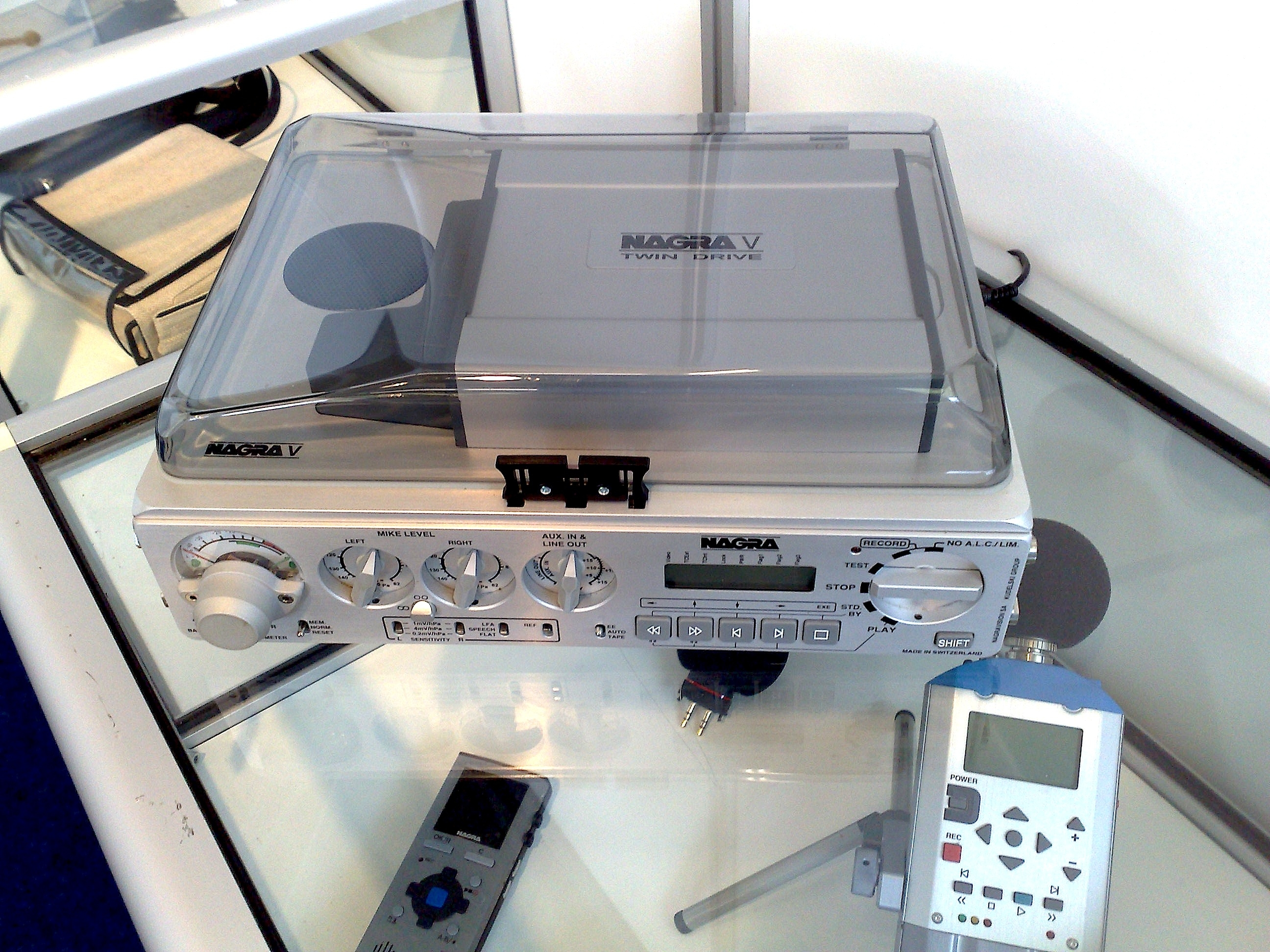
Digitalrekorder Kudelski Nagra Type V

- 2001: Nagra V – 24-Bit-Stereo-CompactFlash/Festplattenrekorder, Nachfolger des Nagra IV-STC
- 2008: Nagra VI – 6-Kanal-CompactFlash/Festplattenrekorder
- 2009: Nagra LB – Nachfolger der ARES-Serie, mit graphischem Audioeditor, 2 GB internem Speicher, CompactFlash-Slot, Ethernet, Bluetooth, USB

Die analogen Nagras waren früher das Standard-Tonbandgerät bei Rundfunk, Film und Fernsehen; sie wurden unter anderem 1965, 1977, 1978 und 1983 bei den Academy Awards mit Technik-Oscars ausgezeichnet. Alle außer dem SN benutzen ¼-Zoll-Band.

## Conditional-Access-Systeme
Die Firma begann 1991 mit der Entwicklung von Verschlüsselungssystemen für Pay-TV; die bekanntesten diesbezüglichen Produkte der Kudelski Group sind:
- Nagravision
- Mediaguard
- Mediacrypt

## Mitbewerber
- NDS, Vereinigtes Königreich: VideoCrypt (für Analogfernsehen), VideoGuard (für DVB)
- Irdeto, Niederlande: Irdeto, Irdeto-2